# The Fixer
The Fixer è il primo singolo del gruppo rock statunitense dei Pearl Jam estratto dal loro nono album Backspacer nel 2009.

## Origine e composizione
Il testo di The Fixer è stato scritto dal cantante Eddie Vedder, mentre la musica è stata composta dal batterista Matt Cameron e dai chitarristi Mike McCready e Stone Gossard. Cameron compose gran parte del brano nel 2008, mentre Gossard e McCready ne composero il bridge. In un'intervista rilasciata a Rolling Stone nel febbraio del 2009, Eddie Vedder parlò di una canzone la cui descrizione corrisponderà poi a quella di The Fixer. Vedder dichiarò: "Sarebbe potuta essere un tipo di canzone artistica di sette minuti, bizzarra e con un bel ritmo... Ho provato a sistemarla dopo che tutti avevano terminato, l'abbiamo accorciata e trasformata in qualcos'altro... Sto riflettendo sulle scalette dei brani: 'Sarà una canzone che suoneremo ogni sera?'"
The Fixer è composta in tonalità di re maggiore e varia tempo musicale per tutta la durata. Il brano inizia in 5/4, per passare a 6/4 nelle strofe, mentre sia il ritornello che il bridge sono in 4/4.

## Pubblicazione
Il 14 luglio 2009 furono trasmessi dalla Fox 30 secondi del brano durante il 2009 Major League Baseball All-Star Game. Il 20 luglio successivo fu trasmessa per la prima volta in radio. La versione in vinile del singolo fu commercializzata sul sito ufficiale del gruppo il 24 agosto, in cui era presente come lato B Supersonic, presente anch'essa nel nuovo album, mentre nello stesso giorno era disponibile su iTunes la versione da download senza lato B. Le stesse tracce della versione in vinile sono presenti anche nella versione CD per il Regno Unito e per download digitale su Amazon.com nel Regno Unito, entrambe messe in commercio il 7 settembre 2009.
Nel settembre del 2009, The Fixer è stata resa disponibile come traccia scaricabile nella serie Rock Band.
The Fixer è stata nominata come miglior canzone rock alla 52ª edizione dei Grammy Awards.
La canzone è inclusa nella colonna sonora del documentario contro il nucleare Countdown to Zero, dove compare sui titoli di coda.

## Video musicale
Il video musicale di The Fixer è stato diretto da Cameron Crowe. Il video è stato girato al The Showbox di Seattle nel maggio del 2009 e consiste in un'esibizione dal vivo del gruppo. Il video fu distribuito nell'agosto 2009. Uno spezzone del video venne utilizzato dalla Target Corporation per pubblicizzare Backspacer.

## Esibizioni dal vivo
I Pearl Jam suonarono la canzone per la prima volta dal vivo al Virgin Festival di Calgary, in Canada.. È possibile trovare esibizioni dal vivo del brano su vari bootleg ufficiali del gruppo.

## Tracce
CD (UK), 7", e download digitale (UK)
1. The Fixer – 2:58
2. Supersonic – 2:40

## Classifiche
| Classifica (2009)                     | Posizione |
| ------------------------------------- | --------- |
| New Zealand Singles Chart             | 11        |
| Australian Singles Chart              | 22        |
| Billboard Canadian Hot 100            | 14        |
| Billboard Japan Hot 100               | 78        |
| German Singles Chart                  | 97        |
| Polish Singles Chart                  | 1         |
| Official Singles Chart                | 93        |
| U.S. Billboard Hot 100                | 56        |
| U.S. Billboard Rock Songs             | 2         |
| U.S. Billboard Alternative Songs      | 3         |
| U.S. Billboard Mainstream Rock Tracks | 10        |